# Блюменталь, Макс
Макс Блю́менталь (англ. Max Blumenthal; род. 18 декабря 1977, Бостон) — американский журналист, писатель, блогер и режиссер.
Родился в еврейской семье Жаклин и Сидни Блюменталей. Отец Макса — Сидни Стоун Блюменталь (Sidney Stone Blumenthal) — американский журналист, советник президента Билла Клинтона. Долгое время также сотрудничал с Хилари Клинтон. 
Макс Блюменталь сотрудничает с новостным агентством Sputnik и сетью RT. Ранее являлся автором The Nation, AlterNet, The Daily Beast, Al Akhbar и Media Matters for America, публиковался в Al Jazeera English, The New York Times и Los Angeles Times. Является научным сотрудником Type Media Center.
Писатель, автор четырёх книг. Его первая книга «Republican Gomorrah: Inside the Movement that Shattered the Party» (с англ. — «Республиканская Гоморра: внутри разрушившего партию движения»; 2009) вошла в списки бестселлеров Los Angeles Times и The New York Times. За книгу «Goliath: Life and Loathing in Greater Israel» (с англ. — «Голиаф: жизнь и ненависть в Великом Израиле», 2013) он был награждён премией «Cultural Freedom Notable Book Award» фонда Lannan Foundation.
В декабре 2015 года основал сайт The Grayzone, редактором и одним из авторов которого является. Сайт известен своим одобрением авторитарных режимов и отрицанием геноцида уйгуров